# Navile
Il Navile (in dialetto bolognese Al Navélli) è un importante canale della pianura bolognese, sia dal punto di vista idraulico, sia da quello storico. Si origina dalle acque del Canale di Reno, di cui di fatto è la continuazione a nord della città.
Il Canale di Reno deve il nome (e le acque) al fiume Reno, da cui si origina alla Chiusa di Casalecchio di Reno, costruita in epoca alto-medievale con un'imponente opera d'ingegneria idraulica in muratura (la Chiusa ha una larghezza di oltre 250 metri e l'opera di presa col canale e gli scolmatori ha una lunghezza di oltre 2 km, interamente in muratura), una delle maggiori d'Europa per l'epoca (si pensa che la primitiva costruzione risalga a prima dell'anno 1000, ma secondo altri Autori la data della prima costruzione è il 1191). Più volte distrutta dalle rovinose piene del Reno, è stata sempre ricostruita e rappresenta, ancora oggi, uno dei massimi esempi di opera di presa fluviale esistenti e costruiti prima dell'avvento del conglomerato cementizio armato.
Dapprima il Canale di Reno, con corso parallelo all'alveo dell'omonimo fiume, se ne distacca per entrare nel territorio comunale di Bologna e, poi, in corrispondenza delle Mura delle 12 Porte (La Grada), nel centro storico, che percorre per un tratto di circa 3 km quasi completamente tombato a partire dai primi anni del XX secolo. Nel suo percorso sotterraneo, assai articolato con affluenti e defluenti (ad esempio il Canale Cavaticcio che forma una cascata alta 15 m sfruttata dal punto di vista idroelettrico con la produzione di 8.000 MWh/anno), mescola in parte le sue acque con quelle del Canale di Savena del torrente Aposa e del Canale delle Moline. In parte il suo corso è ancora visibile nel centro di Bologna ed è allo studio una serie di progetti per riportarlo, in parte, a cielo libero. 

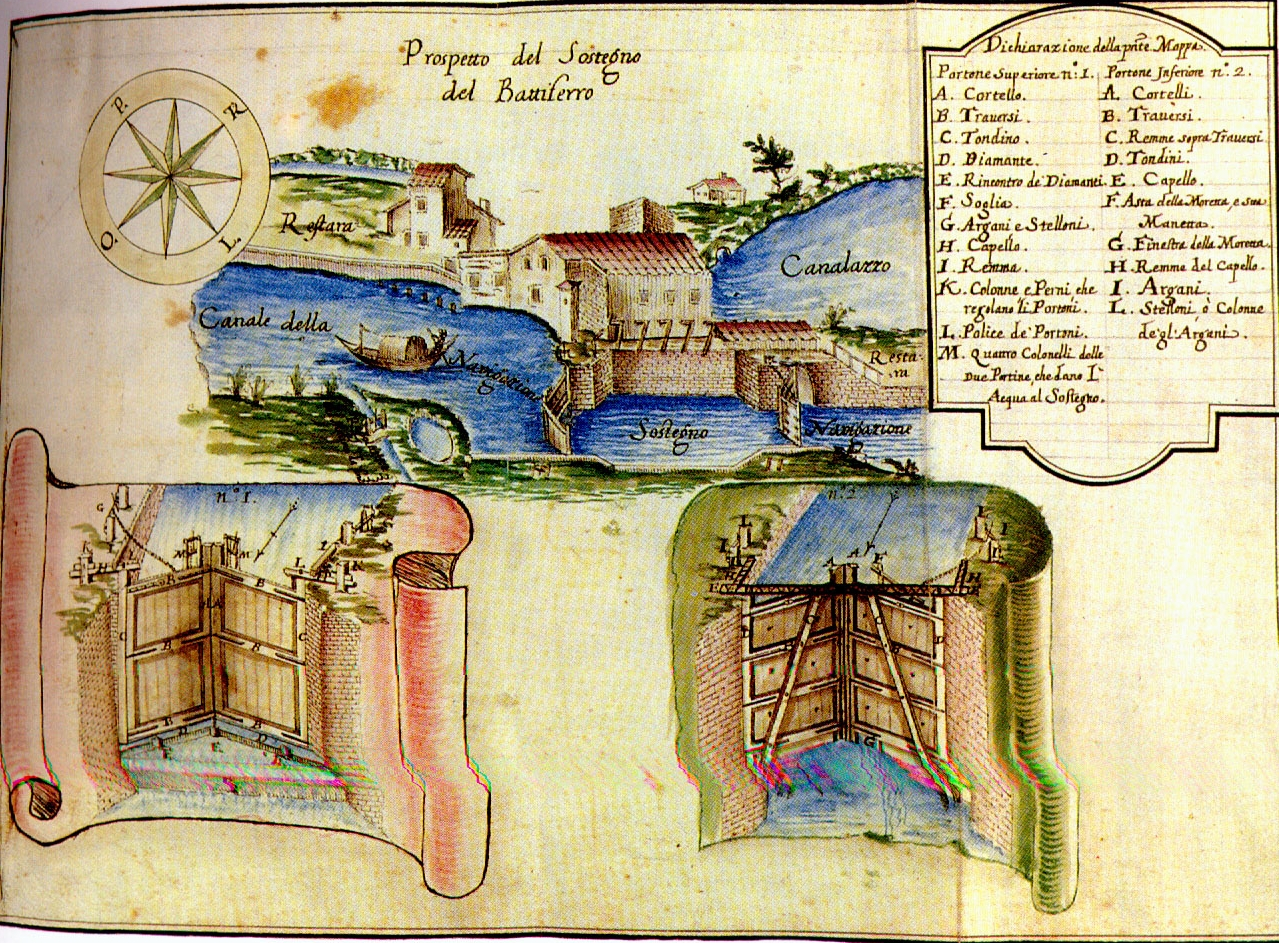
Prospetto del sostegno del Battiferro, Biblioteca comunale di Bologna, XVI secolo.

Nel 1866 una curiosa pubblicità circolò per Bologna: era in vendita per la città (persino in farmacia) "l'acqua minerale salino magnesiaca del Navile di Bologna". L'acqua veniva presa da un pozzo presso il Porto Navile e dopo essere imbottigliata veniva venduta pubblicizzandone le "proprietà salutari", nonostante solo pochi anni prima vi fossero stati numerosi casi di colera in città.

In realtà si trattava di acqua di pessima qualità, proveniente dal fiume Reno che alimenta i canale di Reno e Navile. Solo qualche anno dopo fu possibile fornire alla città di Bologna acqua con buone proprietà organolettiche, rimettendo in funzione l'antico acquedotto romano che ancora oggi porta alla città l'acqua più limpida del fiume Setta.
In corrispondenza dell'uscita dal centro storico, sorgeva, fino ai primi anni del XX secolo, il porto di Bologna che, nel Medioevo, era uno dei maggiori porti fluviali d'Italia e che collegava Bologna (allora dotata di una flotta consistente e di un tessuto industriale nel settore tessile di caratura e valenza europea) col Po di Primaro ed il mare.
Da questo punto (posto in corrispondenza dell'attuale Via del Porto) muta il suo nome in Canale Navile, assume andamento da sud a nord; supera il Battiferro e attraversa la pianura bolognese fino a immettersi nuovamente nel Reno vicino a Passo Segni dopo un percorso di circa 40 km, dei quali 5,3 dalla Chiusa di Casalecchio alla Bova di Via Lame (uscita del Porto). Ha regime determinato in parte dalle regolazioni sulle paratie delle chiuse, ed in parte raccoglie le acque meteoriche di Bologna e di una porzione della pianura, sicché le sue portate medie ordinarie possono essere stimate dell'ordine di 10 metri cubi al secondo, quelle massime possono raggiungere i 100 metri cubi al secondo.

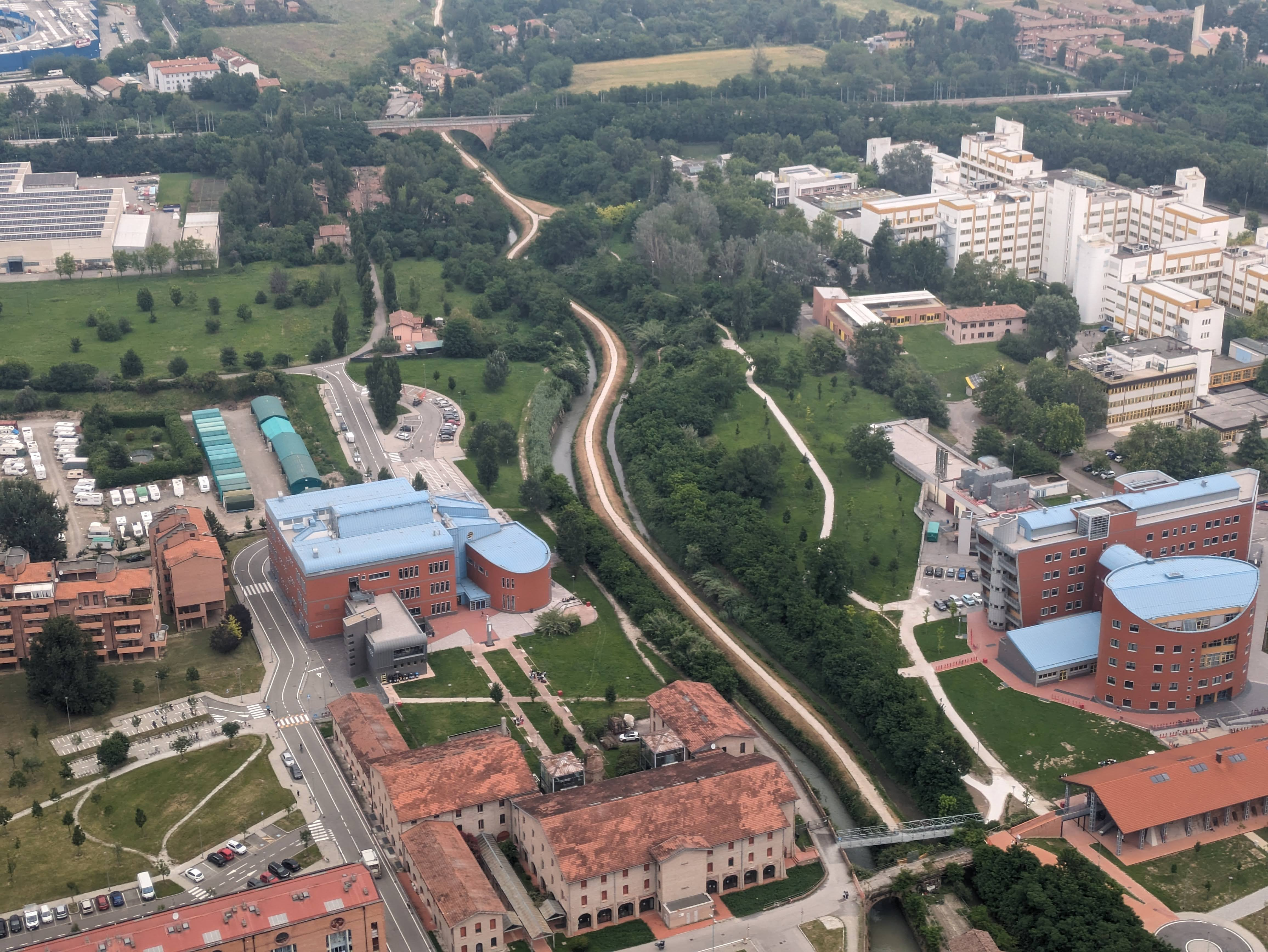
Il canale nel tratto a nord del Battiferro. È ben visibile il percorso ciclopedonale sull'argine.

Dopo l'eliminazione del Porto di Bologna, il suo utilizzo è esclusivamente ad uso irriguo e di bonifica, non essendo più idoneo ad uso navigabile. Talvolta, nel corso delle piene, esonda nelle campagne. Il canale di bonifica Diversivo raccoglie le acque in eccesso del Navile e le tributa nel canale di Savena all'altezza di Casoni, frazione del comune di Malalbergo. Del sistema portuale bolognese e dell'uso navigabile resta, tuttavia, una serie di chiuse (dette "sostegni"), che furono realizzati nella forma attuale a metà del Cinquecento dal Vignola, utilizzando il sistema delle "Porte vinciane", che si aprono cioè controcorrente, utilizzando la pressione dell'acqua per una chiusura più efficace..
La sua gestione ed il suo utilizzo è soggetto sia al Consorzio della Chiusa di Casalecchio e del Canale di Savena, sia al Consorzio della Bonifica Renana.
L'opera di presa a Casalecchio di Reno (la Chiusa di Casalecchio) è soggetta a stretta tutela storica.